# Schneider-Laurent

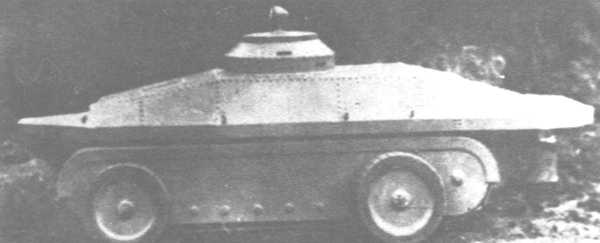
Schneider-Laurent

Schneider-Laurent (Char Amphibie Schneider-Laurent) — опытный французский плавающий колёсно-гусеничный танк разработанный фирмой Schneider в 1928 году. Дальше прототипа проект не пошел, потому что он провалил испытания.

## Проектирование и разработка
Schneider-Laurent является ответом на колесно-гусеничную машину Saint-Chamond М1921, которая с 1923 года активно разрабатывалась не только для Французской армии но и на экспорт. В 1928 году по инициативе инженера Лорена (Laurent), работавшего на фирме Schneider (отсюда и название машины «Schneider-Laurent») был разработан первый опытный образец. Танк представлял собой бронемашину со сменным колесно-гусеничным движителем. В обычных условиях, например на марше, танк передвигался на колесах, а в боевых условиях или при движении по пересеченной местности он переходил на гусеничный ход. Операция по смене движителя занимала порядка 3 минут, экипаж участия в этой операции не принимал, все происходило механически. Также, машина, должна была оснащаться парой винтов на корме для возможности движения по воде. По проекту Schneider-Laurent должен был оснащаться стандартным вооружением для французских танков того периода, 37-мм пушкой SA18 и 8-мм пулеметом Hotckiss, либо 7,5-мм пулемётом Reibel. Чтобы придать танку плавучесть, корпус имел обтекаемые «корабельные» формы. Прототип представлял из себя только корпус, колесно-гусеничный движитель и силовую установку.
Танк Schneider-Laurent испытаний не прошел Он обладал рядом преимуществ и недостатков. Танк был способен неплохо держаться на воде, а также он имел простую, технологичную, конструкцию. Но он обладал высокой массой и низкой проходимостью по грунтам. Кроме того, прототип был  изготовлен из неброневой стали и не имел вооружения. На основании этих недостатков военное ведомство отклонило разработку Лорена, посчитав его танк-амфибию не соответствующим текущим требованиям к легкой по массе машине.

## Описание конструкции

### Корпус и бронирование
Танк имел классическую компоновку. Отделение управления находилось в передней части танка, боевое отделение — в средней части, моторно-трансмиссионное отделение — в кормовой части. Чтобы обеспечить танку возможность передвижения по воде корпус имел обтекаемые «корабельные» формы. Корпус прототипа был выполнен из неброневой стали, что послужило одной из причин отказа от его производства.

### Вооружение
Башня танка была одноместной, обладала конической формой и находилась в средней части танка. Предполагалось вооружить танк 37-мм пушкой SA18 и 8-мм пулеметом Hotckiss, либо 7,5-мм пулемётом Reibel. На прототип не устанавливалось вооружение, что тоже послужило причиной отказа от прототипа.

### Экипаж
Экипаж танка состоял из двух человек, механика-водителя и командира. Механика-водитель располагался в отделении управления, в передней части танка. В его роли входили управление танка и переход с колесного движителя на гусеничный. Место командира танка располагалось в башне. В роли командира входили заряжание и наведение орудия.

### Двигатель и трансмиссия
Танк оснащался 8-цилиндровым бензиновым двигателем жидкостного охлаждения мощностью 100 л.с., размещающийся в моторно-трансмиссионном отделении. 

### Ходовая часть
Конструкция гусеничной ходовой части, частично заимствована у гусеничного трактора. На  один борт полагалось по 10 опорных катков с амортизацией на пружинных рессорах, ленивец и заднее ведущее колесо. Гусеничная лента была крупнозвенчатой, набранная из стальных траков. Колесный движитель представлял собой две автомобильные оси с одинарными колесами и подвеской на полуэллиптических рессорах. Привод танка на колесном ходу был задний.